# انریکو سیلوسترین
انریکو سیلوسترین (انگلیسی: Enrico Silvestrin؛ (زادهٔ ۳۰ می ۱۹۷۲)، یک مجری تلویزیون، بازیگر، خواننده و ترانه‌سرا اهل ایتالیا است.
از فیلم‌ها یا برنامه‌های تلویزیونی که وی در آن نقش داشته است، می‌توان به دوستان صمیمی، مرا به خاطر بسپار، عشق من، فریب، طبقه ۱۷ و حوزه استحفاظی اشاره کرد.